# Volt
Il volt (simbolo V) è l'unità di misura della tensione elettrica adottato nel Sistema internazionale di unità di misura (SI). La tensione elettrica è generalmente indicata con il simbolo {\displaystyle v} se variabile nel tempo (regime alternato) e con il simbolo {\displaystyle V} se costante nel tempo (regime continuo).

## Storia
L'etimologia del nome deriva da Alessandro Volta, che nel 1799 inventò la pila voltaica, la prima batteria elettrochimica. Negli '80 del XIX secolo, l'International Electrical Congress (Congresso Elettrico Internazionale), ora Commissione Elettrotecnica Internazionale (IEC), approvò il volt come unità di misura della forza elettromotrice.

## Descrizione
Tra due punti A e B, appartenenti a uno spazio sede di un campo elettrostatico (in generale, un campo elettrico che sia di tipo conservativo), c'è una differenza di potenziale PB - PA pari a 1 V se per portare una carica positiva di 1 C dal punto A al punto B è necessario compiere un lavoro positivo di 1 J o, equivalentemente, se nello spostamento da A a B della carica di 1 C il campo elettrico compie su di essa un lavoro di −1 J.
Moltiplicando la differenza di potenziale, in volt, per l'intensità della corrente (quantità di carica in coulomb che passa nell'unità di tempo in secondi), in ampere, si otterrà la potenza, in watt (potenza = lavoro fatto nell'unità di tempo dal campo elettrico). Volendo fare un'analogia con i sistemi idraulici, si può pensare al potenziale elettrico come grandezza con comportamento analogo alla pressione, mentre la corrente elettrica è analoga alla portata di fluido passante in una certa sezione. Infatti, in un sistema idraulico si instaura un moto ogniqualvolta si verifica un salto di pressione, tra due punti del circuito; analogamente, in un sistema elettrico si instaura una corrente ogniqualvolta ci sia una differenza di potenziale, tra due punti del circuito.

## Vcc e Vca
Questa unità di misura (V) può essere spesso accompagnata da acronimi che specificano la tipologia della corrente. Tecnicamente e storicamente, il simbolo {\displaystyle V} fa riferimento ad una tensione continua, come quella di una pila, e se non diversamente specificato, a quella tipologia è automaticamente riferita, ad esempio: 24 V = 24 volt in corrente continua (Vcc) o in tensione continua (anche VDC da Volt Direct Current ). Ma la tensione (corrente) può essere generata anche come tipologia alternata (tensione alternata o corrente alternata) e in questi casi dovrà essere specificata in qualche modo: il più semplice è quello di fornire il valore efficace della tensione alternata, come succede con la fornitura dell'energia elettrica, che è pari a 240 V, e dunque costituita da un'onda sinusoidale con frequenza di 50 Hz e di valore pari a circa 680 volt picco-picco (240*√8); altri modi specificano la tipologia alternata della corrente, come Vca (volt in corrente alternata) o VAC (Voltage of Alternating Current ), oppure anche come Vrms (da root mean square ).

## Conversioni
Il volt ha dimensioni fisiche J/C, oppure, usando le unità fondamentali del Sistema internazionale di unità di misura, di un m2 · kg · s−3 · A−1
{\displaystyle \mathrm {V} ={\frac {\mathrm {J} }{\mathrm {C} }}={\frac {\mathrm {W} }{\mathrm {A} }}={\frac {\mathrm {Wb} }{\mathrm {s} }}={\frac {\mathrm {kg\cdot m^{2}} }{\mathrm {s^{3}\cdot A} }}}